# 레드불 (기업)

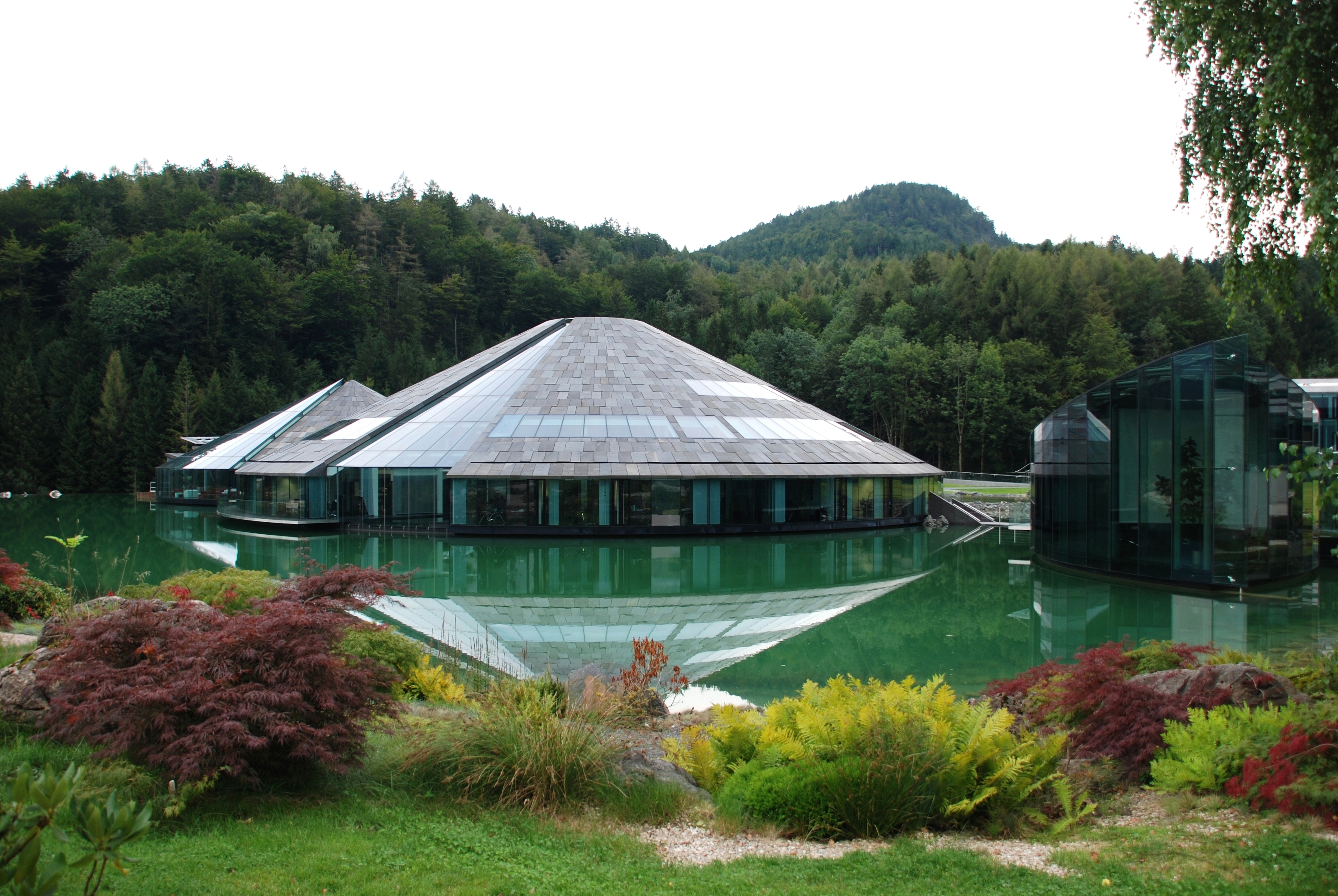

레드불(독일어: Red Bull GmbH)은 레드불을 생산하는 오스트리아의 회사이다.

## 마케팅
레드불 유한회사는 오스트리아 분데스리가의 FC 레드불 잘츠부르크, 미국 프로 축구 메이저 리그 사커의 뉴욕 레드불스, 모터 스포츠의 레드불 레이싱을 비롯한 여러 프로 스포츠 팀을 운영하고 있다. 지난 2013년부터 클라이밍 여제 김자인, 웨이크보드 신동 윤상현, 천재 스케이트보더 최재승 등과 후원계약을 체결해 활발한 선수 후원 및 '레드불 킥잇'과 같은 스포츠 이벤트 마케팅과 레드불 뮤직 아카데미, 레드불 비씨 원 등의 문화 마케팅 및 레드불 페이퍼 윙스, 레드불 캔유메이킷등과 같은 대학생 마케팅 활동을 하고 있다.
2024년 7월27일 레드불이 오미야 아르디자의 지분을 100%인수하여 J리그진출에 성공하게되면서 J리그서 처음으로 레드불 축구팀이 탄생하게되었다.

## 같이 보기
- FC 레드불 잘츠부르크
- 뉴욕 레드불스
- 레드불 브라질
- 레드불 가나
- RB 라이프치히